# Don Omar
Pour les articles homonymes, voir Landron.
 (juillet 2020).
Si vous disposez d'ouvrages ou d'articles de référence ou si vous connaissez des sites web de qualité traitant du thème abordé ici, merci de compléter l'article en donnant les références utiles à sa vérifiabilité et en les liant à la section « Notes et références ».
Don Omar, de son vrai nom William Omar Landrón Rivera, né le 10 février 1978 à San Juan (Porto Rico), est un chanteur, compositeur, acteur, producteur de musique et homme d'affaires portoricain. Il est également connu sous le nom de « Roi du Reggaeton » par les critiques musicaux et les fans.
Don Omar est l’un des artistes crédités d’avoir présenté le reggaeton au public du monde entier et d’avoir transformé le genre musical en un phénomène mondial. A vendu plus de 15 millions d'albums,, et est l'un des artistes les plus polyvalents. Sa fortune est évaluée à 22,5 millions de dollars US. En 2020, Don Omar est nommé par Billboard dans le top 29 des plus grands artistes latinos de tous les temps.

## Biographie
Ses débuts musicaux commencent au sein de l'église évangélique Iglesia de la Restauración en Cristo en Bayamón, église dont il devient même le pasteur pendant quatre ans mais qu'il abandonnera à cause d'une déception sentimentale. À cette période il continue à prendre part à plusieurs groupes qui chantent lors de célébrations religieuses.
Il commence à chanter et à composer à 21 ans en se sentant très proche du style reggaeton, qui commence à se développer à Porto Rico au début des années 1990. Il débute dans le reggaeton avec Yaga du duo Yaga et Mackie Ranks en 1990 avec la chanson Tha Cream dans l'album du même nom.
En 2002 la carrière de William Omar Landrón prend un nouvel envol lorsque Héctor El Bambino, du duo Héctor y Tito, se décide à le parrainer. C'est à ce moment qu'il adopte le pseudonyme de « Don Omar » et commence à participer comme compositeur dans des productions de plusieurs chanteurs. Il compose plusieurs chansons pour Tito, alors soliste, et travaille ensuite avec Héctor y Tito dans la Reconquista.
En 2003 sort The Last Don, son premier album, qui inclut des titres qui seront désormais des références du reggaeton comme les chansons Dale don dale, Dile et Pobre Diabla. Il en devient l'un des représentants les plus emblématiques avec Daddy Yankee (avec qui il fera des duos) et ses albums deviennent de véritables standards du genre musical.
Don Omar donne alors de nombreux concerts, le nombre de participants et la mise en scène lui assurent un véritable succès auprès des spectateurs. À la suite de sa tournée, sort en 2004 The Last Don Live.
Don Omar a eu des démêlés avec la justice pour possession de drogues et d'armes à feu. Il est souvent l'objet d'accusations pour la teneur des paroles. On l'accuse d'incitation à la violence et à la pornographie. Le rythme fort, dansant et sensuel caractérisant d'ailleurs ce genre musical, il ne fait pas exception, comme beaucoup d'autres reggaetoneros.
Sa contribution au genre par le titre Dale Don dale dans The Last Don, a été désigné meilleur album rap latino/hip-hop de l'année 2005 et consacré meilleur artiste pop latino par le Billboard.
En 2005, il produit Los Bandoleros. Dans cet album il travaille avec d'autres artistes pour le titre Los Bandoleros avec Tego Calderon ; pour Como olvidar, avec David Bisbal, pour Ella y yo, avec Romeo du groupe Aventura, pour My Space et Nadie Como Tú avec Wisin y Yandel, pour Hold You Down avec Jennifer Lopez ; et pour La Traicionera, avec Glory.
Ses compositions utilisent peu le style répétitif communément utilisé dans le style reggaeton, pour raconter des histoires qu'il imagine.
Don Omar a sorti un album King of King en 2006. Il est premier des ventes de disques de musique de langue hispanique aux États-Unis avec cet album ainsi que dans certains pays d'Amérique latine. Avec cet album Don Omar se proclame « El Rey » (« le roi » en français) du reggaeton et promoteur officiel du genre musical. Dès sa sortie l'album est premier des ventes, et le premier single Angelito se place en tête dès le jour de sa sortie avec environ 500 000 ventes, ce qui est alors un record pour ce style musical.
Il a composé la chanson Conteo pour le film Fast and Furious: Tokyo Drift.
À la fin de l'année 2006, sort l'édition spéciale de l'album King of Kings : l'« Armageddon Edition » dans laquelle quatre titres supplémentaires sont ajoutés.
En 2007 il produit l'album El Pentagono, dans lequel participent divers artistes du genre musical. Un des titres de cet album est Calm My Nerves dans lequel participent Don et Reel, un chanteur de Hip-Hop des États-Unis ; participent également à l'album Easy con Tego Calderon', Zion, Voltio, Eddie Dee et Costuleta.
En 2008 il se marie avec la présentatrice de météo Jackie Guerrido (il a trois enfants d'une relation passée). La même année, Don Omar affronte des poursuites judiciaires : Nando Boom l'accuse de plagiat, le thème de My Space étant la copie exacte de celui de Enfermo de amor.
Don Omar joue dans les films Fast and Furious 4 et Fast and Furious 5 avec Tego Calderon. La chanson Danza Kuduro est reprise à la fin du film Fast and Furious 5 ainsi que la chanson Taboo lors de la scène où Mia est au marché.
En juin 2024, Don Omar révèle être atteint d'un cancer et suivre un traitement dans un hôpital à Orlando en Floride aux États-Unis.

## Discographie

### Albums
- The Last Don (2003)
- El Que Habla con las Manos (2004)
- The last Don Live (2004)
- Los Bandoleros (2005)
- Don Omar Da Hitman Presents Reggaeton Latino (2005)
- Los Bandoleros Reloaded (2006)
- King of Kings (2006)
- King of Kings : Armageddon edition (2006)
- El Pentágono (2007)
- King of Kings Live (2007)
- El Pentágono Return (2008)
- IDon (2009)
- Don omar meet the orphans (2010)
- Don omar meet the orphans 2 (2012)
- The Last Don 2 (2015)
- King of Kings (10th Anniversary) (2016)
- Sociedad Secreta (2018)
- The Last Album (2019)

### Participations
- Seguroski (2003) Duo Avec Daddy Yankee)
- Los Bandoleros (2005)
- Da Hit Man Presents: Reggaeton Latino (2005)
- Los Cocorocos (2006), Los Hombres Tienen La Culpa, duo avec Gilberto Santa Rosa.

- Don Omar Presenta : El Pentagono (2007)
- Con El Orfanato, mixtape (2008)
- Meet the Orphans (2010 )

### Singles
- 1996 : Juan 3:16 (avec Osito)
- 1999 : The Cream 4: El Día del Juicio (MC Yaga & Don Omar)
- 1999 : Tiempo (avec Yanuri)
- 1999 : I'm the message (avec Yanuri)
- 1999 : Azotalos (avec Yanuri)
- 2000 : Suena la music (avec Yanuri)
- 2001 : Dejame Cazarlos
- 2001 : Bailen (avec Yanuri)
- 2002 : Dale Play
- 2002 : Sueltate Conmigo
- 2002 : Déjala
- 2002 : Desde que llego
- 2002 : Calentando conmigo
- 2002 : Se enciende la disco
- 2003 : Dale Don Dale
- 2003 : A Quien?
- 2003 : Loba (avec Glory)
- 2004 : Dile (Otra Noche)
- 2004 : Intocable
- 2004 : Pobre Diabla
- 2004 : Pobre Diabla (Remix) (avec Pitbull)
- 2004 : Aunque Te Fuiste
- 2004 : Baila Morena
- 2004 : Luna
- 2004 : Salvaje
- 2005 : Bandoleros
- 2005 : Bandoleros (Rémix) (avec Tego Calderon)
- 2005 : Donqueo
- 2005 : Ella y Yo (feat. Aventura)
- 2005 : Sacála (avec Héctor El Bambino et Wisin y Yandel)
- 2005 : Hold You Down (Remix) (de Jennifer Lopez)
- 2005 : Reggaeton Latino
- 2005 : Reggaeton Latino (Remix) (avec N.O.R.E., Fat Joe)
- 2005 : Ronca, (Avec. Héctor El Bambino, Zion).
- 2006 : Dale Don Dale (remix avec Fabolous)
- 2006 : Tamborilero
- 2006 : Angelito
- 2006 : Salio el Sol
- 2006 : Repórtense
- 2006 : Conteo (Soundtrack : Fast and Furious: Tokyo Drift) ft. Juelz Santana.
- 2006 : El Señor De La Noche
- 2007 : My Space (avec Wisin & Yandel)
- 2007 : Ayer la vi
- 2007 : Calm My Nerves (avec Rell)
- 2007 : Ojitos Chiquitos
- 2008 : Run The Show (avec Kat Deluna)
- 2008 : Cuerpo Sensual (avec Rkm & Ken-Y)
- 2009 : Diva Virtual (Soundtrack : Fast and Furious 4)
- 2009 : Ciao Bella
- 2009 : Sexy Robotica
- 2009 : The Chosen
- 2009 : Club 3000
- 2010 : Danza Kuduro (Soundtrack : Fast and Furious 5) (feat. Lucenzo)
- 2010 : Hasta Abajo
- 2010 : Good Looking (Nena Que Bien te Ves)
- 2010 : Huérfano de amor (avec syko)
- 2010 : psychos (avec Kendo Kaponi)
- 2010 : Blue Zone
- 2010 : Estoy Enamorado
- 2010 : Ella, Ella (avec Zion & Lennox)
- 2011 : Taboo
- 2012 : Taboo (Remix) (avec Daddy Yankee)
- 2011 : Te Siento Lejos
- 2011 : Dutty Love (feat. Natti Natasha)
- 2011 : Reggaeton Latino (Rémix), (Avec. N.O.R.E., Fat Joe & LDA)
- 2012 : Hasta que salga el sol
- 2012 : Fotos Y Recuerdos (feat. Selena)
- 2012 : Chillin (avec Tego Calderon)
- 2012 : Te Dijeron (Remix) (avec Plan B, Natti Natasha, Syko el Terror)
- 2012 : Agua Ardiente (feat. Belinda)
- 2012 : Ella No Sigue Modas ft. Juan Magan.
- 2012 : Zumba
- 2012 : Fotos Y Recuerdos, (Avec. Selena).
- 2013 : Yo Soy de Aquí (Featuring Daddy Yankee, Yandel, Arcangel)
- 2013 : Feeling Hot
- 2014 : Guaya Guaya
- 2014 : Soledad
- 2015 : Perdido En Tus Ojos (Featuring Natti Natasha)
- 2015 : Esta Vez (Avec.Wisin)
- 2015 : Olvidar Que Somos Amigos (avec Plan B)
- 2015 : Mayor Que Yo 3 (avec Luny Tunes, Wisin, Daddy Yankee, Yandel)
- 2015 : Cara a Cara (avec Daddy Yankee)
- 2015 : Finge Que Me Amas (avec Tony Dize)
- 2015 : Por Ti (Reggaeton Version) (avec David Bisbal)
- 2015 : Te Quiero Mas (Habibi (I Need Your Love) (avec Shaggy, Farruko , Faydee, Mohombi)
- 2015 : Te Recordaré Bailando
- 2016 : Embriágame (Feat. Zion & Lennox)
- 2016 : Sin Contrato (Remix) (de Maluma, Avec. Wisin)
- 2016 : La Fila (de Luny Tunes, Avec. Sharlene, Maluma)
- 2017 : Vacaciones (Remix) (avec Wisin, Zion & Lennox, Tito El Bambino)
- 2017 : Nunca Me Olvides (Remix) (avec Yandel)
- 2017 : Te Quiero Pa'Mi (Feat Zion y lennox)
- 2017 : Encanto (Feat. Sharlène taulé)
- 2017 : Dure Dure (de Jencarlos)
- 2017 : Ámame o Mátame (ft. Ivy Queen)
- 2017 : Mr. Romantic (ft. Mike Stanley)
- 2018 : Coolant (Remix) (feat. Farruko)
- 2019 : Reggaeton Remix (De J Balvin Avec, Daddy Yankee, Tego Calderon)
- 2019 : Ramayama (feat. Farruko)
- 2019 : Si Te Atreves (avec Juan Magán)
- 2019 : Desierto (avec Amenazzy)
- 2019 : vacilón
- 2019 : Danza Kuduro (Luigi Ramirez Mix) (avec Lucenzo, Big Ali)
- 2019 : No Te Vayas (avec Alexis & Fido)
- 2019 : Festival de Caretas (avec Omega)
- 2019 : Perreo Sólido (Mala)
- 2019 : Dile A Él
- 2019 : Báilame
- 2019 : Aguas Calientes
- 2019 : Fire (avec Jory, Mr. Phillips)
- 2019 : Pensando En Ti
- 2020 : Pa'Romperla (avec Bad Bunny)
- 2020 : Si Se Tiran (avec Jowell y Randy)
- 2020 : Quiere Que Le de
- 2020 : El Amor Es Una Moda, (Avec. Alcover, Juan Magan)
- 2020 : Navidad Pa' La Calle
- 2021 : Agradecido
- 2021 : Gritando Ole', (avec Willy William, Daddy Yankee).
- 2021 : Intro Los Legendarios, (Avec. Wisin & Yandel, Myke Towers, Ñengo Flow, Tempo, Tito El Bambino, Zion)
- 2022 : Sincero
- 2022 : Soy Yo, (Avec. Gente de Zona, Wisin).
- 2022 : LeT’s Get Crazy!, (Avec. Lil Jon).
- 2022 : Good Girl, (Avec. Akon).
- 2022 : Agradecido.
- 2023 : Podemos Repetirlo Remix, (Avec. Chencho Corleone, Anuel AA).
- 2023 : Sandunga, (Avec. Wisin & Yandel).
- 2024 : Puro Guayeteo, (Avec. Wisin, Jowell & Randy).

## Filmographie
- 2004: Reggaeton Super Videos.
- 2005: Hustle Up Latino.
- 2005: Gold Star Music: La Familia: Reggaeton Hits.
- 2006: Ultimate Reggaeton Collection Vol. 2.
- 2008: Straight Outta Puerto Rico.
- 2009 : Los Bandoleros (court-métrage) de Vin Diesel : Rico Santos
- 2009 : Fast and Furious 4 (de. Justin Lin : Rico Santos).
- 2011 : Fast and Furious 5 (de Justin Lin : Rico Santos).
- 2017 : Fast and Furious 8 (de. F. Gary Gray : Rico Santos) (caméo)
- 2021 : Fast and Furious 9 (de. F. Gary Gray : Rico Santos) (caméo)
- 2023 : Fast and Furious 10 de Louis Leterrier : (Rico Santos)

### Voix françaises
- Emmanuel Garijo dans :
  - Fast and Furious 5
  - Fast and Furious 9